# Cossurella dimorpha
Cossurella dimorpha är en ringmaskart som beskrevs av Hartman 1971. Cossurella dimorpha ingår i släktet Cossurella och familjen Cossuridae. Inga underarter finns listade i Catalogue of Life.